# Ai xuôi vạn lý
Ai xuôi vạn lý là bộ phim về đề tài thời hậu chiến của đạo diễn Lê Hoàng, phim được thực hiện năm 1996 do Hãng phim Giải Phóng sản xuất. Đây là một trong những bộ phim điện ảnh được đánh giá là thành công nhất của Lê Hoàng và là một trong những bộ phim kinh điển của nền điện ảnh Việt Nam trong thời kỳ Đổi mới
Bộ phim có sự tham gia của diễn viên NSƯT Công Ninh (vai Tấn) và Mộc Miên (vai Miên). Đặc biệt, diễn xuất của Công Ninh được đánh giá khá cao, trong hình tượng một anh bộ đội với khuôn mặt khắc khổ và luôn bị ám ảnh bởi quá khứ, nhân vật Tấn đã để nhiều cảm xúc cho người xem. Mặc dù đây là vai chính đầu tiên trong một phim điện ảnh, nhưng Công Ninh đã đoạt giải Bông sen vàng cho "Nam diễn viên xuất sắc nhất" tại Liên hoan phim Việt Nam lần thứ 12. Thành công của bộ phim cũng giúp anh tạo những dấu ấn lớn đầu tiên với khán giả trong nước. Bên cạnh đó, phim cũng quy tụ được dàn diễn viên phụ khá hùng hậu gồm các diễn viên tên tuổi của cả hai miền Nam Bắc như: NSƯT Trịnh Mai, NSƯT Lê Bình, NSƯT Thu An, NSƯT Mỹ Uyên, Nguyễn Hậu, Vân Anh, Hồ Thái,...
Năm 1997, phim đoạt giải bạc Liên hoan phim quốc tế Bergamo. Tại Liên hoan phim Việt Nam lần thứ 12 (1999) tổ chức ở Huế, bộ phim đã giành được giải Bông sen bạc. Năm 2012, cùng với 16 bộ phim thuộc đề tài đổi mới, Ai xuôi vạn lý được chọn để chiếu mở màn Liên hoan phim Quốc tế Hà Nội lần thứ 2, tổ chức tại Việt Nam.

## Nội dung
Chuyện phim bắt đầu từ hình ảnh anh bộ đội Tấn (NSƯT Công Ninh thủ vai) rong ruổi trên một chuyến tàu lửa với hành trình từ Nam ra Bắc. Trên tay anh là chiếc ba lô cũ kỹ, bên trong chứa hài cốt Thái, một người bạn thân đã cùng chiến đấu với anh ở mặt trận Sài Gòn trong chiến dịch Mậu Thân 1968. Thái hy sinh trong khi đang băng bó cho Tấn lúc bị thương. Sau ngày giải phóng, Tấn đã tìm về nơi Thái nằm lại, nay đã là một nhà trẻ, tại đây Tấn tìm ra hài cốt của Thái. Trên chuyến tàu tìm về quê Thái để trao lại thi hài anh cho gia đình, vì bị nghi là ba lô chứa hàng buôn lậu nên Tấn bị nhân viên nhà tàu gây khó khăn hoặc thậm chí bị chính những con buôn khinh rẻ.
Cũng trong chuyến hành trình này, tinh cờ Tấn gặp lại Miên (Mộc Miên thủ vai), một nữ đồng đội cũng là bạn chiến với Tấn và Thái trong trận đánh ác liệt năm xưa. Miên bây giờ đã là một con buôn, cô tất tả với những chuyến hàng xuôi ngược Nam Bắc. Sau đó, Tấn bị lỡ tàu và Miên là người giữ chiếc ba lô của anh, cô đã cố gắng giữ nó và không cho ai được lấy hoặc mở ra vì cho rằng chỉ có Tấn mới được phép. Về phần Tấn, anh cố gắng đuổi theo chuyến tàu bằng cách thuê một người xe ôm, anh này cũng từng là lính nhưng ở phía bên kia chiến tuyến. Hai người rong ruổi qua nhiều ngày, quá khổ ải mà không thu được kết quả gì, anh xe ôm nản chí và định bỏ cuộc nhưng khi biết chiếc ba lô Tấn tìm chứa hài cốt của một đồng đội, anh ta đã chuyển ý và chở Tấn đi tìm mà không lấy một đồng nào.
Về phần Miên, cô vì đi buôn hàng mà bị bắt lại nhưng may mắn thoát được, cũng bị lỡ tàu, cô bắt xe đò để ra Bắc, bên mình vẫn mang theo chiếc ba lô của Tấn để mong trả lại cho anh. Cuối cùng, Tấn gặp lại Miên khi cô đang đi nhờ trên xe của một vị thiếu tướng về hưu. Nhưng trớ trêu thay, chiếc ba lô dựng hài cốt lại bị một cô bộ đội (NSƯT Mỹ Uyên thủ vai) đi K mới về, cũng đi nhờ xe của vị tướng nọ cầm nhầm, cô rời xe đế bắt đò về quê trước khi Tấn đến. Thế là cả Tấn và Miên lại tiếp tục cuộc hành trình đi tìm cô gái cùng chiếc ba lô. Anh xe ôm nản chí lại định bỏ đi, nhưng chính vì một thứ tìm cảm nào đó "Không biết, nhưng chắc không phải vì tiến" đã giữ anh ta lại để tiếp tục cuộc tìm kiếm cùng Tấn và Miên. Cuối cùng, họ cũng tìm được chiếc ba lô cho dù có lúc tưởng chừng như vô vọng.

## Giải thưởng
- Bông sen bạc, Liên hoan phim Việt Nam lần thứ 12
- Giải bạc Liên hoan phim quốc tế Bergamo 1997 [5]
- Giải Khinh khí cầu bạc tại Liên hoan phim Nantes 1998
- Bằng khen của Hiệp hội Điện ảnh Châu Á-Thái Bình Dương Net-Pag, Liên hoan phim Singapore[6]
- Công Ninh - Nam diễn viên xuất sắc nhất, Liên hoan phim Việt Nam lần thứ 12
- Phạm Hoàng Nam - Quay phim xuất sắc nhất, Liên hoan phim Việt Nam lần thứ 12 [7]

## Đặc điểm
Phim hoàn tất năm 1996 và phát hành dưới định dạng phim VISTA 35 mm (VistaVision). Thời lượng phim dài 99 phút với phụ đề tiếng Anh.

## Ảnh hưởng
Năm 1997, phim đoạt giải bạc Liên hoan phim quốc tế Bergamo. Tại Liên hoan phim Việt Nam lần thứ 12 (1999) tổ chức ở Huế, bộ phim đã giành được giải Bông sen bạc.
Phim có ảnh hưởng mạnh và được đánh giá cao từ trong nước ra tới quốc tế. Tại Hội nghị điện ảnh VN do Hiệp hội Điện ảnh Nhật Bản tổ chức tại Tokyo và Osaka từ ngày 25 đến 29-9 năm 2006. Ai xuôi vạn lý và Mê Thảo, thời vang bóng của đạo diễn Việt Linh là hai bộ phim điển hình của điện ảnh Việt Nam được mang ra phân tích về sự lãng mạn trong điện ảnh VN cũng như vấn đề đồng điệu giữa hai nền văn hóa Việt Nam và Nhật Bản. Đạo diễn Lê Hoàng và Phạm Hoàng Nam được mời trực tiếp tham gia hội nghị. Trước khi diễn ra hội nghị, hai bộ phim cũng đã được chiếu rộng rãi ở một số rạp để phục vụ khán giả Nhật Bản.
Từ 4-9 đến 27-9 năm 2008, Trung tâm Văn hóa Pháp tại Hà Nội (L'Espace) đã giới thiệu chương trình điện ảnh mùa thu với bốn tác phẩm của đạo diễn Lê Hoàng: "Lưỡi dao", "Ai xuôi Vạn Lý", "Chiếc chìa khoá vàng", "Gái nhảy". Bốn tác phẩm này được L'Espace đánh giá là "sự phác hoạ hình ảnh đất nước Việt Nam không ngừng biến đổi trong những năm qua".
Năm 2012, cùng với 16 bộ phim thuộc đề tài đổi mới, Ai xuôi vạn lý được chọn để chiếu mở màn Liên hoan phim Quốc tế Hà Nội lần thứ 2, tổ chức tại Việt Nam.